# Ai Maeda
Ai Maeda (前田 愛?, Maeda Ai; Tokyo, 4 ottobre 1983) è un'attrice e cantante giapponese.
È la sorella maggiore di Aki Maeda, anch'essa attrice.

## Biografia
- 1993: Al quarto anno della scuola primaria è protagonista insieme alla sorella di un famoso spot televisivo della casa McDonald's
- 1994: Ai e Aki hanno il loro primo manager.
- aprile 1994: Diventa ospite fissa dello show televisivo Appare-Sanma Sensei.
- 1997: Cambia manager per lo spettacolo "Granpapa".
- 1997: Forma il gruppo "Pretty Chat" con Maya Hamaoka, Yuuka Nomura e Ayako Omura, realizzando l'album Wake up girls.
- 2003: A vent'anni doppia il suo primo personaggio anime diventando celebre in tutto il mondo nel famoso cartone Kino no Tabi

## Ruoli cinematografici
Nel 2000 gira Battle Royale, nei panni dell'invisibile figlia di Kitano, interpretato da Takeshi Kitano, lo spietato professore della classe III B della scuola media Shiroiwa. Di lei sentiamo solo la voce al telefono, in cui possiamo intuire il rapporto teso che ha con il padre per la sua mancanza di responsabilità nei confronti della madre e dei suoi. Sua sorella Aki è qui protagonista femminile nel ruolo della dolce Noriko Nakagawa.
Nel 2003 è protagonista di Battle Royale II: Requiem, sequel del primo e più famoso BR, sempre nei panni della figlia di Kitano, Shiori, scioccata dalla sua morte ma che alla fine combatterà, questa volta sotto la tutela del malvagio e senza scrupoli Takeuchi, interpretato da Riki Takeuchi. Il film la fa diventare famosa al di fuori del suo paese ma Ai è anche una modella di successo e in Giappone presto diventa una vera e propria star.

## Vita privata
Maeda è alta 151 cm. È del gruppo sanguigno B ed è mancina. Ai suona il piano, studia le arti marziali e la lingua inglese (Ai ha studiato per un anno in Canada nel 2000).
È membro dell'Aoyama Gakuin University (Facoltà di economia, politica interna e comunicazione).

## Filmografia

### Cinema
- 4 Shimai Tantei Dan, 2008
- God's Left Hand, Devil's Right Hand (Kami no hidarite akuma no migite), 2006
- Kamyu nante shiranai, 2005
- Gokudō no onna-tachi: Jōen, 2005
- Azumi 2, 2005
- Gūzen nimo saiaku na shōnen, 2003
- Battle Royale II: Requiem, 2003
- Godzilla, Mothra and King Ghidorah: Giant Monsters All-Out Attack, 2001
- Battle Royale, 2000
- Gamera 3 - Iris kakusei, 1999
- Shinsei toire no Hanako-san, 1998
- Toire no Hanako-san, 1995

### Televisione
- Best Friend
- Kino's Journey, 2003
- Kino's Journey: Life Goes On, 2005
- Maison Ikkoku
- Jotei